# Харк (город)
Харк (перс. خارك‎) — небольшой островной город на юге Ирана, в провинции Бушир. Входит в состав шахрестана  Бушир. На 2006 год население составляло 8 196 человек.

## География
Город находится на одноимённом острове, в северо-западной части Персидского залива.
Харк расположен на расстоянии приблизительно 55 километров к северо-западу от Бушира, административного центра провинции и на расстоянии 715 километров к югу от Тегерана, столицы страны.